# Bactérie symbiotique
Les bactéries symbiotiques sont des bactéries vivant en symbiose avec un autre organisme. Elles sont présentes chez les plantes et les animaux, par exemple au sein du système digestif où elles aident à la digestion des aliments. Elles peuvent également être associées avec d´autres bactéries, notamment au niveau des cheminées hydrothermales. Elles sont présentes dans tout le règne animal et affectent soit la nutrition, le développement, la reproduction ou bien l´immunité de l´organisme hôte.